# Jacobo Kattan
Jacobo Miguel Moreno Kattan (San Salvador, El Salvador, 21 de enero de 1997), es un futbolista Salvadoreño de origen palestino, que juega de delantero en el Club Deportivo FAS, de la Liga Pepsi.

## Clubes
Actualizado al último partido jugado el 7 de mayo de 2023.
| Santa Tecla Fútbol Club · El Salvador       | 1.ª                 | 2017-18             | 22 | 0 | - | - | - | - | 22 | 0 |
| Santa Tecla Fútbol Club · El Salvador       | 1.ª                 | 2018-19             | 8  | 1 | - | - | 1 | 0 | 9  | 1 |
| Santa Tecla Fútbol Club · El Salvador       | Total               | Total               | 30 | 1 | 0 | 0 | 1 | 0 | 31 | 1 |
| Club Deportivo FAS · El Salvador            | 1.ª                 | 2019-20             | 7  | 0 | - | - | - | - | 7  | 0 |
| Club Deportivo FAS · El Salvador            | Total               | Total               | 7  | 0 | 0 | 0 | 0 | 0 | 7  | 0 |
| Sonsonate Fútbol Club · El Salvador         | 1.ª                 | 2020-21             | 31 | 3 | - | - | - | - | 31 | 3 |
| Sonsonate Fútbol Club · El Salvador         | Total               | Total               | 31 | 3 | 0 | 0 | 0 | 0 | 31 | 3 |
| Santa Tecla Fútbol Club · El Salvador       | 1.ª                 | 2021-22             | 2  | 0 | - | - | - | - | 2  | 0 |
| Santa Tecla Fútbol Club · El Salvador       | Total               | Total               | 2  | 0 | 0 | 0 | 0 | 0 | 2  | 0 |
| Club Deportivo Platense · El Salvador       | 1.ª                 | 2022-23             | 7  | 0 | - | - | - | - | 7  | 0 |
| Club Deportivo Platense · El Salvador       | Total               | Total               | 7  | 0 | 0 | 0 | 0 | 0 | 7  | 0 |
| Total en su carrera                         | Total en su carrera | Total en su carrera | 77 | 4 | 0 | 0 | 1 | 0 | 78 | 4 |
| (2) No incluye goles en partidos amistosos. |                     |                     |    |   |   |   |   |   |    |   |

### Palmarés
| Título                   | Club        | País        | Año  |
| ------------------------ | ----------- | ----------- | ---- |
| Apertura 2016            | Santa Tecla | El Salvador | 2016 |
| Clausura 2017            | Santa Tecla | El Salvador | 2017 |
| Copa El Salvador 2016-17 | Santa Tecla | El Salvador | 2017 |
| Apertura 2018            | Santa Tecla | El Salvador | 2018 |